# Associazione Nuotatori Brescia 2017-2018
Questa voce raccoglie le informazioni riguardanti l'Associazione Nuotatori Brescia nelle competizioni ufficiali della stagione 2017-2018.

## Rosa 2017-2018
| N° |                   | Ruolo | Giocatore           |
| -- | ----------------- | ----- | ------------------- |
| 1  | Italia (bandiera) | P     | Marco Del Lungo     |
| 13 | Italia (bandiera) | P     | Stefano Morretti    |
| 2  | Italia (bandiera) | D     | Stefano Guerrato    |
| 10 | Italia (bandiera) | D     | Zeno Bertoli        |
| 9  | Italia (bandiera) | D     | Nicholas Presciutti |
| 6  | Italia (bandiera) | CV    | Valerio Rizzo       |
| 4  | Italia (bandiera) | A     | Mario Guidi         |

| N° |                       | Ruolo | Giocatore            |
| -- | --------------------- | ----- | -------------------- |
| 14 | Italia (bandiera)     | A     | Edoardo Manzi        |
| 11 | Montenegro (bandiera) | A     | Mlađan Janović       |
| 8  | Italia (bandiera)     | A     | Alessandro Nora      |
| 3  | Italia (bandiera)     | A     | Christian Presciutti |
| 5  | Montenegro (bandiera) | CB    | Vjekoslav Pasković   |
| 7  | Croazia (bandiera)    | CB    | Petar Muslim         |
| 12 | Montenegro (bandiera) | CB    | Nikola Vuckcevic     |

### Staff
- Allenatore:  Alessandro Bovo
- Vice-Allenatore:  Enrico Oliva
- Direttore Sportivo:  Piero Borelli
- Addetto Stampa:  Stefano Gussago
- Medico Sociale:  Fabio Faiola
- Nutrizionista:  Ilaria Cancarinia

## Mercato
| Acquisti | Acquisti         | Acquisti   | Acquisti |
| R.       | Nome             | da         |          |
| -------- | ---------------- | ---------- | -------- |
| P        | Stefano Morretti | Pescara    |          |
| D        | Mario Guidi      | Bogliasco  |          |
| A        | Mlađan Janović   | Olympiakos |          |
| CB       | Nikola Vuckcevic | Trieste    |          |

| Cessioni | Cessioni             | Cessioni       | Cessioni |
| R.       | Nome                 | a              |          |
| -------- | -------------------- | -------------- | -------- |
| CB       | Nemanja Ubović       | Orvosegyetem   |          |
| D        | Sava Ranđelović      | Orvosegyetem   |          |
| P        | Brando Dian          | Fine contratto |          |
| CB       | Christian Napolitano | Ortigia        |          |